# William John Coffee
William John Coffee (1774-1846) est un artiste et sculpteur britannique de renommée internationale, qui travaillait surtout la porcelaine, le plâtre et la terre cuite. Il a également pratiqué la peinture à l'huile, même si ce n'est pas à ce médium qu'il doit sa célébrité. Il a commencé sa carrière comme modeleur pour la manufacture de porcelaine de Duesbury, dans la ville de Derby, en Angleterre. Il a passé la dernière partie de sa vie aux États-Unis.

## Biographie
Pendant la période où il vit à Derby, Coffee fait des bustes de dignitaires locaux ainsi que des figures historiques dont le buste à taille réelle d'Erasmus Darwin. Cette sculpture est un bon exemple du talent de Coffee et est actuellement exposée au musée de Derby. Coffee a également créé une copie en terre cuite du sanglier florentin (1806) dont l'original est au musée du Louvre et un certain nombre de statues en terre cuite de personnages grecs célèbres, représentant la médecine et la guérison, pour les jardins de Joseph Strutt qui sont devenus l'arboretum de Derby depuis 1840. Coffee a également créé une sculpture en terre cuite de plus de 3 m représentant Asclépios pour l'infirmerie de William Strutt ouverte en 1810.
Coffee quitte l'Angleterre pour New York en 1816, où il devient célèbre pour ses sculptures de personnalités historiques américaines telles que James Madison et Thomas Jefferson. Il réalise également  un modelage ornemental en plâtre de la maison de Jefferson et pour l'université de Virginie.